# Астапович-Бочарова, Зинаида Антоновна
Зинаида Антоновна Астапович-Бочарова (1898—1993) — белорусская художница. Сестра графика Аркадия Астаповича.

## Биография
Училась мастерству живописи вместе с братом, рисовала всю жизнь. Ученица И. Билибина. Долгие годы числилась в разделе «неизвестных художников XX века».
Автор множества работ — портретов и пейзажей.
Искусствовед Надежда Усова — исследователь творчества З. Астапович-Бочаровой пишет: 

«Жизненное долголетие Зинаиды Астапович-Бочаровой стало почти равнозначным творческому. Последние работы, датированные 1984—1987 годами, — серия зарисовок карандашом с философским названием „Те, кто проходит мимо“ — гротескные, даже несколько шаржированные мгновенные наблюдения из окна, наблюдения старого человека, жизненное пространство которого сузилась до пределов квартиры. Семьдесят пять лет из девяносто пяти Зинаида Астапович-Бочарова прожила при советском строе, но так и не стала „советской“ художницей (до конца жизни называла Великую Октябрьскую революцию „переворотом“), хотя никогда не была и „диссиденткой“. Ей и как человеку, и как художнице было присущее мудрое принятие жизни такой, как она есть. Она просто и умно смотрела на вещи — поэтому, возможно, мифология соцреализма и не коснулась её. Мотивы и сюжеты её работ остались незатронутыми идеологией, простыми, камерными, вечными — цветы, дети, сказки, природа, родные лица. Эта незамутненность творчества, разумеется, результат „отключенности“ от художественного процесса заидеологизированного государства. Как трагедию художница свою неизвестность никогда не воспринимала: работала ради себя, потому что „не могла не писать“ — пример „андеграунда“ в точном значении слова, редкого тем более, что касается профессионального художника. Неизвестность была ценой свободы творчества, и Зинаида Астапович платила эту цену просто и естественно, как все, что она делала».— Зинаида Астапович. "Автопортрет". 1923.
В 1989—1990 годах в Минске и Витебске была организована совместная выставка произведений Аркадия Астаповича и Зинаиды Астапович-Бочаровой.